# موافقت‌نامه تجاری
موافقت‌نامه تجاری (همچنین به عنوان پیمان تجارت شناخته می شود) یک توافق جامع مالیات، تعرفه و تجارت است که اغلب شامل تضمین‌های سرمایه‌گذاری است. هنگامی که دو یا چند کشور در شرایطی قرار می‌گیرند که به آنها کمک می‌کند تا با یکدیگر همکاری کنند. شایع‌ترین توافقنامه‌های تجاری از ترجیحات و انواع تجارت آزاد به منظور کاهش (یا حذف) تعرفه‌ها، توازن و سایر محدودیت‌های تجاری در اقلام معامله شده بین طرفین امضاء شده است.